# Rhododendron wasonii
 Denne artikel bør gennemlæses af en person med fagkendskab for at sikre den faglige korrekthed.

Art fra Centra Sichuan i 2300-3700 meters højde. 
Blomstrer med gule, hvide eller pink blomster med svage prikker i klaser med indtil 15 blomster i maj. 
Ovale-lancetformede blade med rødbrunt indumenteret underside.
Hårdfør i normale danske vintre.